# Hofbauamt
Ein Hofbauamt (Hofbaudirektion) war die Bauinstitution an zahlreichen Fürstenhöfen und zuständig für Bau, Erhaltung und Ausstattung der herrschaftlichen Bauten. Dieser Behörde stand in der Regel ein Generalhofbaudirektor vor.

## Beispiel Habsburgermonarchie
Im Habsburgerreich entstand das Hofbauamt zur Zeit Kaiser Maximilian I. und bestand im Wesentlichen bis 1848. Es unterstand bis 1715 der Hofkammer. Seit dem Jahr 1715 wurde sein Aufgabenbereich ausgeweitet, weil seither kein Gebäude ohne vorherige Begutachtung durch die Obrigkeit errichtet werden durfte. In Personalfragen durfte der Generalbaudirektor nunmehr selbst entscheiden, in Finanzfragen hatte die Hofkammer weiterhin das letzte Wort. Zu den Mitarbeitern gehörten zeitweise bedeutende Architekten wie Johann Bernhard Fischer von Erlach. Zugeordnet waren dem Amt zahlreiche untergeordnete Beamte und Handwerker. Zur Zeit von Maria Theresia und Franz I. Stephan mit einer Zunahme der Bautätigkeit wurde das Hofbauamt in eine Hofbaudirektion später Generalhofbaudirektion mit einem vergrößerten Personalbestand und untergliedert in verschiedene Abteilungen umgewandelt. Der Begriff des Hofbauamtes als Abteilung existierte weiter. Dieses war nicht nur zuständig für die Hofburg, sondern auch für weitere Baumaßnahmen in der Hauptstadt. Die Zuständigkeit wurde zur Zeit von Joseph II. zumindest zeitweise auch auf  andere staatliche und öffentliche Gebäude im weitesten Sinn bis hin zu Straßen und Häfen ausgedehnt. 
Im Jahr 1849 wurde das Hofbauwesen dezentralisiert.